# Eriosema multiflorum
Eriosema multiflorum är en ärtväxtart som beskrevs av Robinson. Eriosema multiflorum ingår i släktet Eriosema och familjen ärtväxter. Inga underarter finns listade i Catalogue of Life.